# Domenico Criscito
Domenico Criscito (30. prosinec 1986, Cercola, Itálie) je italský fotbalový trenér a bývalý fotbalový obránce.

## Přestupy
- z Janov do Juventus za 7 500 000 Euro
- z Juventus do Janov za 1 000 000 Euro (spoluvlastnictví)
- z Juventus do Janov za 11 500 000 Euro
- z Janov do Petrohrad za 15 000 000 Euro
- z Petrohrad do Janov zadarmo

## Kariéra

### Klubová
V sezoně 2002/03 odehrál ve věku 16 let, proti Cosenze (3:0) první utkání v kariéře v dresu Janova. V roce 2004 přešel pod spoluvlastnictví do Juventusu, kde hrál dvě sezóny v týmu Primavera (junioři). Do Janova se vrátil v sezoně 2006/07, kde jej trenér Gian Piero Gasperini okamžitě zařadil do základní sestavy a svými výkony. První branku vstřelil v zápase, kdy Janov vyhrál 3:2 proti Frosinone v prosinci 2006. Pomohl klubu k postupu do Serie A a po sezoně se vrátil ke staré dámě.
Dne 25. srpna 2007, ve věku 20 let, debutoval za Juventus, proti Livornu (5:1). Trenér Claudio Ranieri ho nepřetržitě využíval jako středního obránce, ale po několika zápasech se trenér rozhodl předělat obrannou strukturu. V lednu 2008 byl zapůjčen jako spoluvlastnictví do Janova, která jej po sezoně 2009/10 koupila. V klubu několikrát vykonával funkci kapitána a v sezoně 2009/10 hrál i EL. Po sezoně 2010/11 se rozhodl okusit jinou ligu.
Dne 27. června 2011 jej koupil Ruský Petrohrad, se kterým podepsal pětiletou smlouvu. V klubu jej vedl trenér Luciano Spalletti. Celkem za sedm sezon zde odehrál 224 utkání a vstřelil 20 branek. Vyhrál tady dva tituly (2011/12 a 2014/15), dva domácí superpoháry (2015 a 2016) a jeden domácí pohár (2015/16).
Dne 6. června 2018 se potřetí vrátil do Janova. Dělal zde kapitána hrál do sezony 2021/22, když s klubem sestoupil do Serie B. Poté ukončil s klubem smlouvu a odešel do kanadského Toronta, kde odehrál 14 utkání. V lednu 2023 se opět vrátil do Janova aby pomohl klubu k návratu do Serie A. To se podařilo a po sezoně ukončil kariéru. Za Grifone odehrál celkem 291 utkání a vstřelil na obránce skvělých 31 branek.

### Reprezentační
Dne 12. srpna 2009, ve věku 22 let, debutoval za národním týmu v přátelském utkání proti Švýcarsku (0:0). Byl nominován na MS 2010, kde nastoupil jako levý obránce ve 3 zápasech, jenže tým vypadl ve skupinové fázi.
Poslední utkání odehrál 10. října 2018 v přátelském utkání proti Ukrajině (1:1) hraném v Janově. Celkem tak odehrál 26 utkání.

## Statistika

### Klubová
| Sezóna              | Klub                | Liga                | Liga   | Liga | Ligové poháry | Ligové poháry | Ligové poháry | Kontinentální poháry | Kontinentální poháry | Kontinentální poháry | Celkem | Celkem |
| Sezóna              | Klub                | Soutěž              | Zápasy | Góly | Soutěž        | Zápasy        | Góly          | Soutěž               | Zápasy               | Góly                 | Zápasy | Góly   |
| ------------------- | ------------------- | ------------------- | ------ | ---- | ------------- | ------------- | ------------- | -------------------- | -------------------- | -------------------- | ------ | ------ |
| 2002/03             | Janov               | Serie B             | 1      | 0    | IP            | 0             | 0             | -                    | 0                    | 0                    | 1      | 0      |
| 2003/04             | Janov               | Serie B             | 0      | 0    | IP            | 0             | 0             | -                    | 0                    | 0                    | 0      | 0      |
| 2004/05             | Juventus            | Serie A             | 0      | 0    | IP            | 0             | 0             | LM                   | 0                    | 0                    | 0      | 0      |
| 2005/06             | Juventus            | Serie A             | 0      | 0    | IP+IS         | 0             | 0             | LM                   | 0                    | 0                    | 0      | 0      |
| 2006/07             | Janov               | Serie B             | 36     | 4    | IP            | 3             | 0             | -                    | 0                    | 0                    | 39     | 4      |
| 2007/08             | Juventus            | Serie A             | 8      | 0    | IP            | 1             | 0             | -                    | 0                    | 0                    | 9      | 0      |
| Celkem za Juventus  | Celkem za Juventus  | Celkem za Juventus  | 8      | 0    | -             | 1             | 0             | -                    | 0                    | 0                    | 9      | 0      |
| 2008                | Janov               | Serie A             | 16     | 0    | -             | 0             | 0             | -                    | 0                    | 0                    | 16     | 0      |
| 2008/09             | Janov               | Serie A             | 35     | 3    | IP            | 2             | 0             | -                    | 0                    | 0                    | 37     | 3      |
| 2009/10             | Janov               | Serie A             | 29     | 2    | IP            | 0             | 0             | EL                   | 6                    | 1                    | 35     | 3      |
| 2010/11             | Janov               | Serie A             | 36     | 0    | IP            | 1             | 0             | -                    | 0                    | 0                    | 37     | 0      |
| 2011/12             | Petrohrad           | Prem'er-Liga        | 24     | 1    | RP            | 1             | 0             | LM                   | 7                    | 0                    | 32     | 1      |
| 2012/13             | Petrohrad           | Prem'er-Liga        | 12     | 2    | RP+RS         | 1+1           | 1+0           | LM+EL                | 3+1                  | 0                    | 18     | 3      |
| 2013/14             | Petrohrad           | Prem'er-Liga        | 18     | 1    | RP+RS         | 1+0           | 0             | LM                   | 7                    | 0                    | 26     | 1      |
| 2014/15             | Petrohrad           | Prem'er-Liga        | 25     | 2    | RP            | 1             | 0             | LM+EL                | 10+4                 | 0+1                  | 40     | 3      |
| 2015/16             | Petrohrad           | Prem'er-Liga        | 23     | 1    | RP+RS         | 5+1           | 0             | LM                   | 6                    | 0                    | 35     | 1      |
| 2016/17             | Petrohrad           | Prem'er-Liga        | 25     | 4    | RP+RS         | 0+1           | 0             | EL                   | 7                    | 1                    | 33     | 5      |
| 2017/18             | Petrohrad           | Prem'er-Liga        | 28     | 4    | RP            | 0             | 0             | EL                   | 12                   | 2                    | 40     | 6      |
| Celkem za Petrohrad | Celkem za Petrohrad | Celkem za Petrohrad | 155    | 15   | -             | 12            | 1             | -                    | 57                   | 4                    | 224    | 20     |
| 2018/19             | Janov               | Serie A             | 35     | 2    | IP            | 1             | 0             | -                    | 0                    | 0                    | 36     | 2      |
| 2019/20             | Janov               | Serie A             | 26     | 8    | IP            | 2             | 2             | -                    | 0                    | 0                    | 28     | 10     |
| 2020/21             | Janov               | Serie A             | 23     | 1    | IP            | 1             | 0             | -                    | 0                    | 0                    | 24     | 1      |
| 2021/22             | Janov               | Serie A             | 20     | 6    | IP            | 1             | 1             | -                    | 0                    | 0                    | 21     | 7      |
| 2022                | Toronto             | MLS                 | 14     | 1    | KP            | 1             | 0             | -                    | 0                    | 0                    | 15     | 1      |
| 2023                | Janov               | Serie B             | 16     | 1    | IP            | 1             | 0             | -                    | 0                    | 0                    | 17     | 1      |
| Celkem za Janov     | Celkem za Janov     | Celkem za Janov     | 273    | 27   | -             | 12            | 3             | -                    | 6                    | 1                    | 291    | 31     |
| Celkově             | Celkově             | Celkově             | 450    | 43   | -             | 26            | 4             | -                    | 63                   | 5                    | 539    | 52     |

### Reprezentační

#### Statistika na velkých turnajích
| Reprezentace | Rok     | Zápasy             | Zápasy | Zápasy      | Zápasy           | Zápasy           | Zápasy   |
| Reprezentace | Rok     | Fáze turnaje       | Datum  | Soupeř      | Odehraných minut | Vstřelené branky | Výsledek |
| ------------ | ------- | ------------------ | ------ | ----------- | ---------------- | ---------------- | -------- |
| Itálie       | MS 2010 | 1 zápas ve skupině | 14. 6. | Paraguay    | 90               | 0                | 1:1      |
| Itálie       | MS 2010 | 2 zápas ve skupině | 20. 6. | Nový Zéland | 90               | 0                | 1:1      |
| Itálie       | MS 2010 | 3 zápas ve skupině | 24. 6. | Slovensko   | 45               | 0                | 2:3      |

## Úspěchy

### Klubové
- vítěz ruské fotbalové ligy (2x)

Petrohrad: 2011/12, 2014/15
- vítěz ruského fotbalového poháru (3x)

Petrohrad: 2015/16
- vítěz ruského fotbalového superpoháru (2x)

Petrohrad: 2015, 2016

### Reprezentační
- 1× na MS (2010)
- 1× na Olympijských hrách (2008)
- 2× na ME U21 (2007, 2009 - bronz)